# 约翰·康福思
约翰·沃卡普·康福思爵士，AC，CBE，FRS，FAA (英語：Sir John Warcup Cornforth，1917年9月7日—2013年12月14日），澳大利亚化学家。他因酶催化反应的立体化学的研究而获得1975年诺贝尔化学奖。

## 生平
康福思出生于澳大利亚悉尼，十几岁时就深度失聪。16岁的时候他进入悉尼大学，攻读有机化学，1937年以优等生成绩毕业，并获得学校的奖章。他得到了牛津大學聖凱瑟琳學院的奖学金。
在二战时期，康福思在青霉素的研究上有重要影响，并参与《The Chemistry of Penicillin》的编撰。他于弗拉迪米尔·普雷洛格分享了1975年诺贝尔化学奖，1977年授予爵位。他于1953年获得了Corday-Morgan奖章；1976年获得皇家金质奖章，1982年获得科普利奖章。
他是皇家学会的成员，在萨塞克斯大学做研究工作。